# Mistrzostwa Świata w Półmaratonie 2008
15. Mistrzostwa Świata w Półmaratonie – zawody lekkoatletyczne, które odbyły się w Rio de Janeiro 12 października 2008 roku.

## Rezultaty

### Mężczyźni

#### Indywidualnie
| Pozycja | Zawodnik                  | Reprezentacja | Czas    |
| ------- | ------------------------- | ------------- | ------- |
| 1       | Zersenay Tadese           | Erytrea       | 59:56   |
| 2       | Patrick Makau Musyoki     | Kenia         | 1:01:54 |
| 3       | Ahmad Hassan Abdullah     | Katar         | 1:01:57 |
| 4       | Stephen Kipkoech Kibiwott | Kenia         | 1:01:58 |
| 5       | Yusei Nakao               | Japonia       | 1:02:05 |
| 6       | Dieudonné Disi            | Rwanda        | 1:03:03 |
| 7       | Abebe Dinkesa             | Etiopia       | 1:03:04 |
| 8       | Marilson dos Santos       | Brazylia      | 1:03:14 |

#### Drużynowo
| Pozycja | Reprezentacja                                                             | Czas    |
| ------- | ------------------------------------------------------------------------- | ------- |
| 1       | Kenia · Patrick Makau Musyoki · Stephen Kipkoech Kibiwott · Joseph Maregu | 3:07:24 |
| 2       | Erytrea · Zersenay Tadese · Michael Tesfay · Mogos Ahferom                | 3:09:40 |
| 3       | Katar · Ahmad Hassan Abdullah · Essa Ismail Rashed · Ali Dawoud Sedam     | 3:10:52 |

### Kobiety

#### Indywidualnie
| Pozycja | Zawodniczka        | Reprezentacja | Czas    |
| ------- | ------------------ | ------------- | ------- |
| 1       | Lornah Kiplagat    | Holandia      | 1:08:37 |
| 2       | Aselefech Mergia   | Etiopia       | 1:09:57 |
| 3       | Pamela Chepchumba  | Kenia         | 1:10:01 |
| 4       | Genet Getaneh      | Etiopia       | 1:10:03 |
| 5       | Peninah Arusei     | Kenia         | 1:10:12 |
| 6       | Abebu Gelan        | Etiopia       | 1:10:59 |
| 7       | Julia Mumbi Muraga | Kenia         | 1:11:11 |
| 8       | Atsede Habtamu     | Etiopia       | 1:11:13 |

#### Drużynowo
| Pozycja | Reprezentacja                                                   | Czas    |
| ------- | --------------------------------------------------------------- | ------- |
| 1       | Etiopia · Aselefech Mergia · Genet Getaneh · Abebu Gelan        | 3:30:59 |
| 2       | Kenia · Pamela Chepchumba · Peninah Arusei · Julia Mumbi Muraga | 3:31:24 |
| 3       | Japonia · Yukiko Akaba · Miki Ohirad · Yuko Machida             | 3:40:58 |

## Występy reprezentantów Polski

### Mężczyźni
- Artur Kozłowski zajął 48. miejsce z czasem 1:08:24.

### Kobiety
- Dorota Gruca zajęła 32. miejsce z czasem 1:16:46.